# Tim Fischer (Segler)
Tim Fischer (* 21. Dezember 1994 in Herrenberg) ist ein deutscher Segler in der olympischen 49er-Klasse. 

## Leben
Tim Fischer (NRV) und sein Vorschoter Fabian Graf (VSaW) starteten ihre Profikarriere im 49er gemeinsam im Jahr 2014. Davor konnten sie beide in den Jugendbootsklassen auf höchstem Niveau konkurrieren. Tim Fischer war im Optimist bereits Teilnehmer an der Jüngsten-Weltmeisterschaft in der Türkei. Im Jahr 2008 stieg er gemeinsam mit seinem Bruder in die 420er-Klasse um und konnte bereits erste nationale und internationale Erfolge erzielen. 2012 startete er sein erstes Rennen in der olympischen 470er-Klasse, stieg dann aber schnell in die 49er-Skiffklasse um. Gemeinsam konnten Tim Fischer und Fabian Graf sich schnell entwickeln und neben Erfolgen im Juniorenbereich bereits früh einzelne Erfolge im Seniorenbereich erzielen. Heute gehören sie zu den erfolgreichsten deutschen Segelsportlern in der 49er-Klasse.
Tim Fischer und Fabian Graf sind Mitglieder im German Sailing Team (GST), der deutschen Nationalmannschaft des olympischen Segelsports. Seit 2017 ist Tim Fischer Mitglied des NRV Olympic Teams in Hamburg. Außerdem besitzt er ein abgeschlossenes Bachelorstudium an der Carl von Ossietzky Universität Oldenburg und ist aktuell an der Christian-Albrechts-Universität zu Kiel im Masterstudium für Betriebswirtschaftslehre. Zusätzlich ist Tim Fischer Sportsoldat in Hamburg.